# André Muff
André Muff (Luzern, 28 januari 1981) is een Zwitsers voormalig voetballer die speelde als aanvaller.

## Carrière
Muff maakte zijn profdebuut voor Grasshopper waar hij tussen 1999 en 2000 speelde voor een seizoen. In 2000 tekende hij een contract bij FC Basel waar hij zou voetballen tot in 2004. Gedurende zijn periode bij Basel werd hij met de club landskampioen in 2002 en werd hij verhuurd aan FC Lugano, FC Luzern en FC Zürich. Na zijn periode bij Basel tekende hij een contract bij zijn oude club Grasshopper. Hier bleef hij twee seizoenen spelen tot in 2006. Hij speelde daarna nog bij Concordia Basel en SC Emmen waar hij zijn carrière afsloot.
Muff maakte in 2000 zijn debuut voor Zwitserland, hij speelde in totaal 2 interlands maar had meer succes bij de U21 waar hij 27 wedstrijden speelde en acht keer kon scoren.

## Erelijst
- FC Basel
  - Landskampioen: 2002